# Frederic Lang
Pour les articles homonymes, voir Lang.
Frederic William Lang, né à Blackheath en 1852 et mort à Onehunga le 5 mars 1937,, est un homme politique néo-zélandais.

## Biographie
Jeune homme, il quitte l'Angleterre pour la Nouvelle-Zélande et s'installe comme agriculteur dans le Waikato. Il s'engage en politique locale, siégeant au conseil du comté de Waipa, puis est élu député de Waipa à la Chambre des représentants de Nouvelle-Zélande aux élections de 1893. Battu dans sa circonscription aux élections de 1905, il devient député de Manukau lors d'une élection partielle en 1906. Il rejoint le Parti réformiste, créé en 1909 comme premier parti politique conservateur dans le pays. Il devient le whip-en-chef du parti à la Chambre, puis en 1913 est élu président de la Chambre. À cette fonction, il est remarqué pour son caractère amiable. Fait chevalier (Knight Bachelor) en 1916, il perd la présidence lorsqu'il est battu dans sa circonscription aux élections de 1922. De 1924 à 1931, il est membre du Conseil législatif, la chambre haute du Parlement de Nouvelle-Zélande. Il meurt à son domicile à l'âge de 85 ans.